# Kwon Eun-bi
Kwon Eun-bi (27 settembre 1995) è una cantante sudcoreana.
È nota per essere stata un membro delle Iz*One, gruppo femminile derivante dallo show di competizione musicale Produce 48. Nel 2014 è anche stata un membro del girl group Ye-A, con il nome d'arte di Kazoo, prima di lasciare il gruppo e firmare un contratto con la Woollim Entertainment. 
In seguito allo scioglimento delle Iz*One ad aprile 2021, Eunbi ha debuttato come solista con il suo EP Open il 24 agosto 2021.

## Discografia

### EP
- 2021 – Open
- 2022 – Color
- 2022 – Lethality

### Singoli
- 2021 – Door
- 2022 – Mirror
- 2022 – Esper
- 2022 – Glitch
- 2022 – Underwater

## Videografia
- 2021 – Door
- 2022 – Mirror
- 2022 – Glitch

## Programmi televisivi
- Produce 48 (2018) – concorrente
- Respect Your Style, Real Life (2019)
- Follow Me 14: Truth of Taste (2021)